# Edouard d'Huart

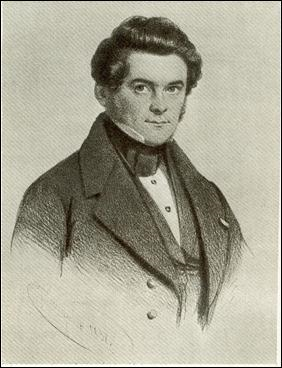
Edouard d'Huart door Charles Baugniet

Edouard Dominique Marie Joseph baron d'Huart (Bofferdange, 15 augustus 1800 - Achêne, 5 november 1884) was een Belgisch liberaal politicus.

## Biografie

### Familie
Edouard d'Huart behoorde tot de adellijke familie D'Huart van hoofdzakelijk militairen voor wie de eerste adelserkenning dateerde van 1613. Hij was een zoon van Henri-Eloi d'Huart (1761-1823) en Marie-Catherine de Patoul (1761-1838). Zijn vader was officier met een loopbaan in Oostenrijkse, Franse en Nederlandse dienst. In 1816 werd hij in de adelstand van het hertogdom Luxemburg opgenomen met de titel van baron, overdraagbaar op de oudste zoon. Edouard d'Huart verkreeg eveneens de titel van baron in 1842 met uitbreiding ervan op al zijn nakomelingen.
Hij trouwde in 1835 in Annevoie met Anne de Montpellier (1807-1906). Ze kregen drie zoons en een dochter, van wie een talrijk nageslacht tot op heden. Ze waren de ouders van baron Alfred d'Huart, burgemeester van Sovet, provincieraadslid van Namen en senator, en de grootouders van baron Albert d'Huart, gemeenteraadslid van Sovet, provincieraadslid van Namen, volksvertegenwoordiger en senator.

### Loopbaan
D'Huart was beroepshalve van 1818 tot 1830 waterstaatingenieur. Tijdens het Verenigd Koninkrijk der Nederlanden was hij van 1829 tot 1830 lid van de Provinciale Staten van Luxemburg. Na de Belgische onafhankelijkheid werd hij in oktober 1830 verkozen in het Nationaal Congres voor het arrondissement Virton en werd hij eveneens benoemd tot arrondissementscommissaris van het arrondissement Grevenmacher, wat hij bleef tot in 1834.
Van 1831 tot 1848 zetelde hij als unionistische liberaal namens het arrondissement Virton in de Kamer van volksvertegenwoordigers. Zijn unionisme maakte dat hij in 1845 zijn liberale geestesgenoten verliet en zich bij de nog unionistisch denkende katholieke partij aansloot. Nadat hij jarenlang de politiek had verlaten, werd hij in 1875 verkozen in de Senaat voor het arrondissement Dinant. In de Senaat was hij van 1875 tot 1880 voorzitter van de commissie Binnenlandse Zaken. In 1880 stopte hij als senator ten voordele van zijn zoon Alfred d'Huart. Ook zijn kleinzoon Albert d'Huart werd senator.
Van 1834 tot 1839 was hij bovendien minister van Financiën in de regering-De Theux de Meylandt I. Omdat hij het niet eens was met de uitvoering van het Verdrag der XXIV Artikelen, toen België Nederlands-Limburg en het groothertogdom Luxemburg weer moest afstaan, nam hij ontslag. Vervolgens was hij van 1840 tot 1847 provinciegouverneur Namen en van 1845 tot 1847 minister zonder portefeuille in de regering-Van de Weyer en de regering-De Theux de Meylandt II.
In 1845 werd hij eveneens benoemd tot minister van Staat. In 1822 werd hij geïnitieerd in een vrijmetselaarsloge in Luxemburg. Ook was hij beheerder van de Société Anonyme des Hauts Fourneaux d'Athus.